# イラン・ジャパン石油化学
イラン・ジャパン石油化学（Iran-Japan petrochemical）は、1970年代から1980年代にかけてイランと日本企業の合弁で設立された企業、および同企業が建設していた石油化学コンビナート。略称IJPC。イラン国内で石油化学コンビナートを建設、運営するプロジェクトを担ったが、最終的に海外情勢やイランの国内情勢などに翻弄され、成果を出せぬまま撤退を余儀なくされた。

## 概要
イラン石油化学プロジェクトは、日イ間の経済協力事業の一環として着手された。当時、輸入原油の４割を依存するイランとの関係強化のために、1968年11月に第一次訪イラン経済使節団がテヘラン入りをした。石油化学設備のないイランでは石油随伴ガスは燃やす以外になく、その有効活用がテーマとなった。
1971年4月の第二次使節団の訪問により具体化し、10月に合弁事業基本契約書に調印。三井物産を中心に東洋曹達、三井東圧、三井石油化学、日本合成ゴムなどによる企業群で、1971年12月に日本側の投資窓口としてイラン化学開発（ICDC）を設立。次いで1973年4月にイラン化学開発（ICDC）とイラン国営石油化学（NPC）が折半で出資するイラン・ジャパン石油化学（IJPC）を設立。建設に着手した。
プロジェクトは、バンダル･シャプール（現在のバンダレ・エマーム・ホメイニー）近郊に石油随伴ガスを原料にエチレンを製造するプラントを建設、運営。エチレンの誘導品として苛性ソーダ、二塩化エチレン、塩ビモノマー、ポリエチレン、ポリスチレンなどの製造を拡大していくものであった。しかし第4次中東戦争を契機としたオイルショックによるインフレーションで、建設費は2700億円から7400億円へ上昇。1975年にはガス集積装置を切り離すなど事業の見直しが行われたが、それでも5500億円と当初計画から倍増した。
三井物産は多額追加出資を余儀なくされる一方、1976年には日本政府も出資額を保証する優遇措置を行った。これは当時、日本の石油消費量の3割をイランが供給していたこと、日本からイランへの輸出額も多かったことなどがあり、イランとの関係をより親密なものとしたいとする意向があった。
しかし1979年に発生したイラン革命により日本とイランとの信頼関係の構築が振出しに戻ったことで事業が一時中断。イラン化学開発に通商産業省の事務次官経験者が就任し、ナショナル・プロジェクト化されるなどテコ入れが行われたが、1980年に発生したイラン・イラク戦争で施設の一部が破壊されるなど、コンビナートの建設は停滞を余儀なくされている間、採算が取れる見込みは全く無くなった。コンビナートの施設は約85%が完成していたが、1980年代後半にはプロジェクトは不良債権と化した。
1989年10月8日、三井物産はイラン・ジャパン石油化学を清算すると発表。総事業費は6000億円を超えたプロジェクトは成果を残せないまま終焉を迎えた。

## 関係項目
- 日本とイランの関係
- カントリーリスク
- 高杉良 - IJPCをモチーフとした小説（『新装版　バンダルの塔』講談社文庫、2010年）を出版